# Brachymitrion laciniatum
Brachymitrion laciniatum là một loài rêu trong họ Splachnaceae. Loài này được (Spruce) A.K. Kop. mô tả khoa học đầu tiên năm 1977.